# Basso Alentejo
Il Basso Alentejo è una subregione statistica del Portogallo, parte della regione dell'Alentejo, nel Distretto di Beja. Confina a nord con l'Alentejo Centrale, ad est con la Spagna, a sud con l'Algarve e ad ovest con l'Alentejo Litorale.

## Suddivisioni
Comprende 13 comuni:
- Aljustrel
- Almodôvar
- Alvito
- Barrancos
- Beja
- Castro Verde
- Cuba
- Ferreira do Alentejo
- Mértola
- Moura
- Ourique
- Serpa
- Vidigueira